# Marianum (Trnawa)

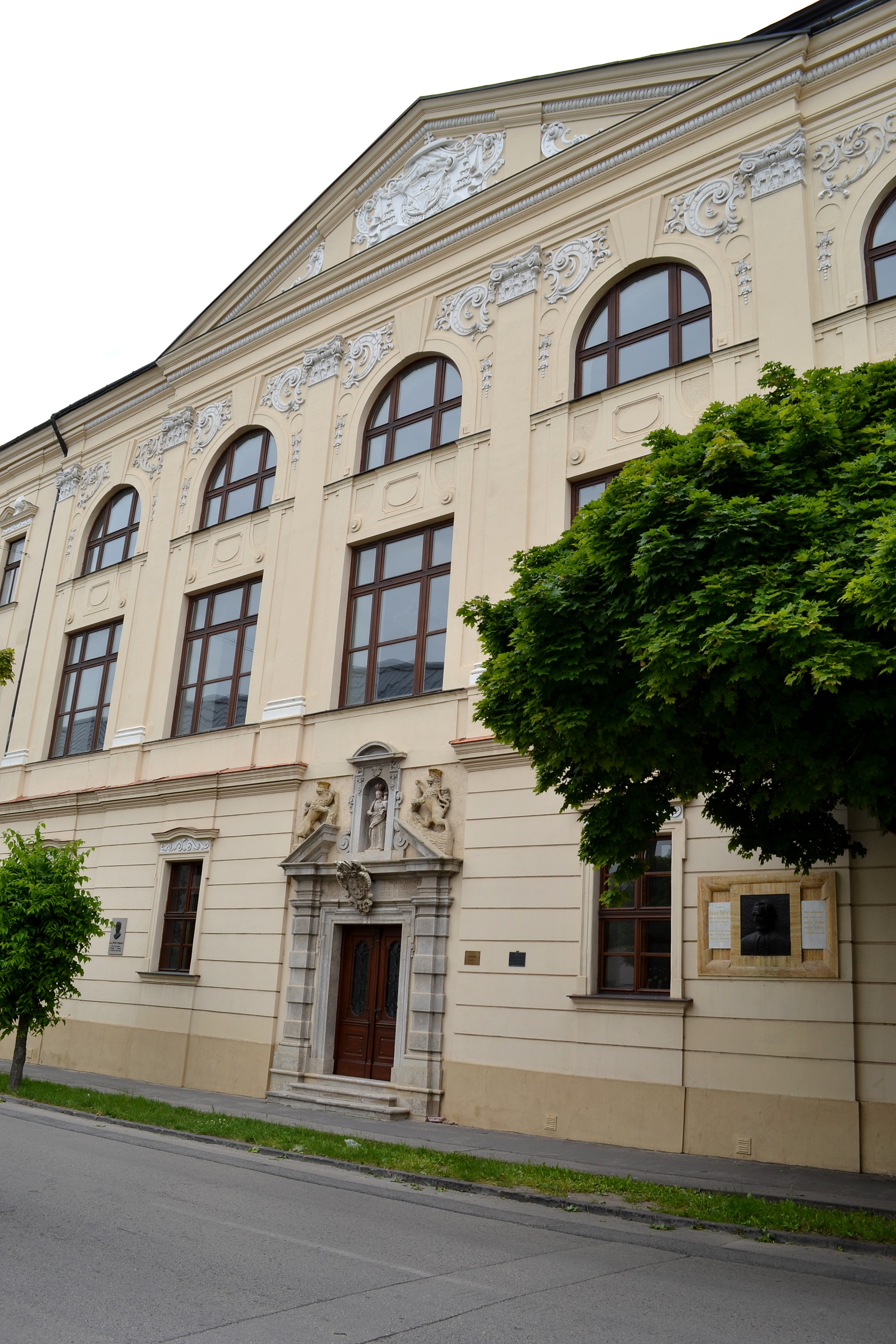
Seminarium Mariańskie (Marianum) w Trnawie

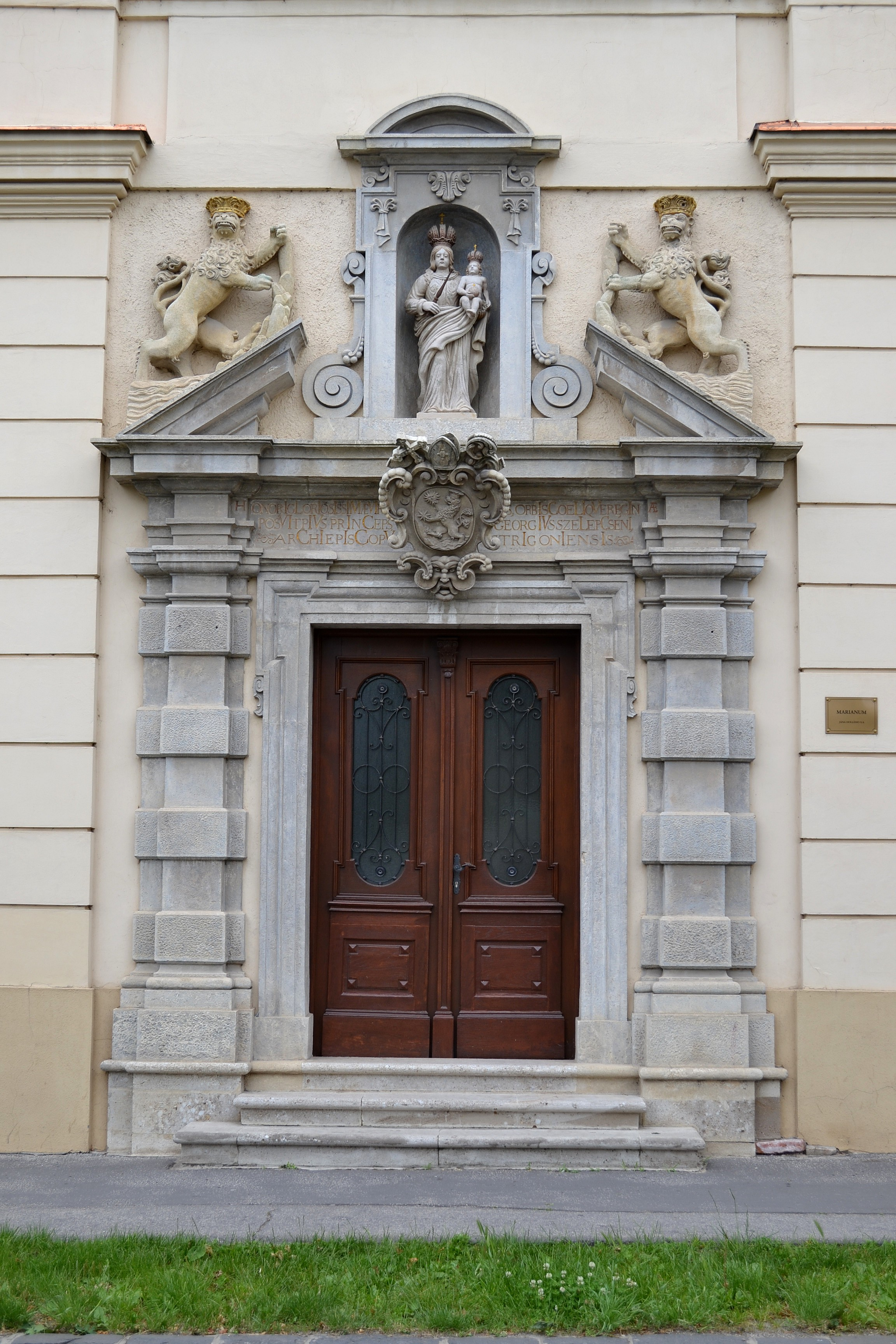
Barokowy portal budynku z herbem arcybiskupa G. Szelepcsényi'ego

Marianum (słow. Marianum, Mariánsky seminár) – popularna nazwa zabytkowego (nr ÚZPF 1043/9) budynku dawnego Seminarium Maryjnego w centrum starego miasta w Trnawie w zachodniej Słowacji. Mieści się pod adresem ul. Jána Hollého 10.

## Historia
Seminarium Maryjne w Trnawie – Marianum, założył w 1667 roku György Szelepcsényi (1595–1685), w latach 1666–1685 arcybiskup ostrzyhomski i prymas Węgier, który ze względu na zajęcie Ostrzyhomia przez Turków miał w tym czasie swą siedzibę w Trnawie. Budowa omawianego obiektu miała miejsce już po jego śmierci, mniej więcej w latach 1687–1700. Obok katolickich Węgrów i Słowaków w seminarium studiowali także karpaccy Rusini z rejonu Mukaczewa i rumuńscy unici. Nawet po przeniesieniu siedziby Uniwersytetu z Trnawy do Budy w 1777 r. wyższe seminarium duchowne, będące w gestii archidiecezji ostrzyhomskiej, pozostało w Trnawie. Znajdowała się tu także bogata biblioteka, z licznymi dziełami słowiańskimi i rumuńskimi, którą dopiero w 1865 roku przeniesiono do Ostrzyhomia.
W budynku Marianum działał prawdopodobnie teatr jezuicki. Sala teatralna znajdowała się w tylnym skrzydle. Przypuszcza się, że wielki patron jezuitów z Trnawy, hrabia Pál Esterházy, już w 1692 r. sfinansował budowę sceny teatralnej. W literaturze podaje się, że był to pierwszy murowany teatr na dawnych Węgrzech. Sala widowiskowa liczyła co najmniej 200 miejsc, miała również dwanaście loży na balkonach i galerię dla młodzieży. Scena była stosunkowo obszerna, wyposażona w mechanizmy typowe dla teatru barokowego. Widownię i kulisy ozdobił malarsko Jozef Erhardt Grueber, który w tym czasie pracował również z pomocnikami przy freskach w obecnej katedrze św. Jan Chrzciciela.
Od 1856 r. Budynek użytkowany był przez gimnazjum. Po przebudowie z 1914 r. w dużej sali odbywały się przedstawienia teatralne i koncerty. Premierowe wykonania szeregu swoich dzieł miał w niej m.in. urodzony w Trnawie kompozytor Mikuláš Schneider-Trnavský (1881-1958).
Podobnie jak sąsiedni konwikt szlachecki, budynek Marianum w latach pięćdziesiątych został odebrany Kościołowi i przejęty przez państwo czechosłowackie pod zarząd Ministerstwa Obrony Narodowej. W 1991 roku obiekt został zwrócony Archidiecezji Trnawskiej, która przeprowadziła jego gruntowny remont.
Dziś Marianum znajduje się w gestii Urzędu Arcybiskupiego Archidiecezji trnawskiej. Od 2007 r. duża sala socjalna jest wykorzystywana do organizacji uroczystych imprez i koncertów. Od sierpnia 2019 r. w kaplicy odbywają się znów nabożeństwa w niedziele i przykazane święta.

## Architektura
Budowla seminarium została wzniesiona na stosunkowo nietypowym planie litery „H”: składały się na nią dwa równoległe skrzydła, główne od ulicy i tylne od strony dziedzińca, połączone pośrodku krótszym skrzydłem poprzecznym, po obu stronach którego powstały dwa niewielkie dziedzińce. Pierwotnie skrzydło uliczne miało dwie kondygnacje nadziemne i nie było podpiwniczone. Tylne skrzydło miało trzy kondygnacje nadziemne. Jego część stanowiła istniejąca do dziś kaplica, której wnętrze zdobią obecnie obrazy z końca XIX wieku. Budowla przeszła kilka zmian konstrukcyjnych. Niewielkie modyfikacje miały miejsce w latach czterdziestych XVIII w. w związku z budową sąsiedniego budynku konwiktu szlacheckiego. W 1914 r. zburzono łącznik, spajający oba skrzydła i radykalnie przebudowano skrzydło uliczne, w którym po połączeniu obu kondygnacji powstała wysoka sala widowiskowa. Od strony ulicy zachował się jednak barokowy, reprezentacyjny portal główny z figurą Marii Panny w typie Madonny i herbem arcybiskupa Szelepcsényi'ego.
Tablica pamiątkowa na elewacji upamiętnia działalność w Trnawie biskupa Štefana Moyzesa, założyciela i pierwszego prezesa Macierzy Słowackiej.